# Lupac
Lupac (in tedesco Armönisch, in ungherese Örményes) è un comune della Romania di 2975 abitanti, ubicato nel distretto di Caraș-Severin, nella regione storica del Banato.
Il comune è formato dall'unione di 4 villaggi: Clocotici, Lupac, Rafnic, Vodnic.